# Free Software Song
Free Software Song — филк-песня Ричарда Столлмана о свободном программном обеспечении. Эта песня положена на мелодию болгарской народной песни «Сади мома».
Версия этой песни также исполняется группой (GNU/Stallmans) во время титров документального фильма Revolution OS. В 1998 году Мэтт Лопер записал техно-версию песни. Джоно Бейкон также записал дэт-метал версию песни, а группа Fenster записала ритмическую версию. Кроме того, есть испанская поп-панк-версия, записанная ALEC, и мэшап Рика Эстли «Never Gonna Give GNU Up».
Версия используется в бесплатной программе караоке-видеоигры Sinatra.

## Текст песни
Join us now and share the software;
You'll be free, hackers, you'll be free.
Join us now and share the software;
You'll be free, hackers, you'll be free.
Hoarders can get piles of money,
That is true, hackers, that is true.
But they cannot help their neighbors;
That's not good, hackers, that's not good.
When we have enough free software
At our call, hackers, at our call,
We'll kick out those dirty licenses
Ever more, hackers, ever more.
Join us now and share the software;
You'll be free, hackers, you'll be free.
Join us now and share the software;
You'll be free, hackers, you'll be free.

Текст песни передан в общественное достояние.